# Nipur
Nipur (URUEN.LIL, sumersko Nibru, pogosto logografsko zapisano kot  EN.LÍLKI, Enlilovo mesto, akadsko Nibbur) je bil eno od najstarejših   sumerskih mest. V njem je bilo posebno središče čaščenja boga Enlila, gospodarja vetrov in vladarja kozmosa, ki je bil podrejen samo bogu Anuju. Mesto je stalo blizu sedanjega Nuffar in Afaka v guvernoratu Al-Qādisiyyah v Iraku.

## Zgodovina
Nipur ni nikoli doživljal politične  nadoblasti,  oblast nad njim pa je bila ključnega pomena,  ker je  zaradi slavnega Enlilovega svetišča veljal za sveto mesto in imel močan vpliv na vladarje drugih mestnih držav.
Po Tumalski kroniki je tempelj začel graditi Enmebaragesi, eden od prvih vladarjev Kiša. Njegov vpliv na Nipur je tudi arheološko potrjen. Kronika navaja prve  sumerske vladarje, ki so v templju občasno  opravljali obrede v Enlilovem templju: Enmebaragesijev sin Aga Kiški, Mesanepada Urski, njegov sin Meskiang-nuna, Gilgameš Uruški, njegov sin Ur-Nungal, Nani Ura in njegov sin Meskiang-Nana. Navaja tudi, da se je praksa, ki jo je v novosumerskem obdobju  ponovno oživil Ur-Nammu Urski, nadaljevala do Ibi-Sinovega imenovanja Enmegalana za visokega svečenika Uruka (okoli 1950 pr. n. št.).
Napisi  uruškega kralja Lugalzagezija, urskega kralja  Lugal-kigub-niduduja in drugih zgodnjih nesemitskih vladarjev na vhodnih vratih in kamnitih vazah kažejo, da je imelo svetišče velik ugled in uživalo globoko spoštovanje. Na votivnih darilih svetišču so vladarji sami sebe nazivali ensi, se pravi guverner. 

### Predsargonsko obdobje
Nipur je bil sprva vas hiš iz trsja sredi močvirij in zato zelo občutljiv za poplave in požare. Naselje je iz neznanega vzroka kljub temu ostalo na tem mestu in se počasi dvignilo nad močvirje, deloma zaradi kopičenja naplavin, deloma zaradi prizadevanj prebivalcev. Hiše iz trsja so postopoma zamenjale hiše iz opeke iz blata. Za najzgodnejše obdobje civilizacije, tako imenovano »glinasto obdobje«, je značilna groba, ročno izdelana keramika in z odtisom palca označena na eni strani ploska, na drugi strani pa vbokla opeka. Natančne oblike svetišča v tem obdobju se ne da določiti. Vse kaže, da je bilo povezano s kremiranjem pokojnih, ker so v  vseh predsargonskih arheoloških plasteh obsežni ostanki kremacij. Mesto je bilo očitno v posesti več različnih ljudstev z različnimi stopnjami civilizacije. Za eno od plasti je značilna dokaj dobro izdelana pobarvana keramika, podobna tisti iz Suse, ki je bolj  podobna stari egejski keramiki kot tisti, ki so jo kasneje odkrili v Sumeriji.
Prvotno prebivalstvo je svoje mesto prepustilo nekemu drugemu ljudstvu, ki je bilo mnogo manj vešče v izdelavi keramike, vendar očitno bolj vešče v gradbeništvu. V eni od najzgodnejših plasti so namreč odkrili obokan kanal, zgrajen iz opeke. V nekem obdobju so Sumerci začeli v skoraj linearni pisavi pisati na glinaste ploščice. Svetišče je v tistem času stalo na dvignjeni ploščadi in je skoraj zagotovo vsebovalo zigurat. 

### Akadsko, ursko III in starobabilonsko obdobje
V poznem 3. tisočletju pr. n. št. so Nipur osvojili semitski vladarji Akadskega kraljestva.  Številni votivni predmeti kraljev Sargona, Rimuša in Naram-Sina pričajo, da je čaščenje bogov potekalo tudi v starem svetišču. Naram-Sin je obnovil svetišče in mestno obzidje. Na kupu ruševin nekdanjega mesta so ostanke svetišča odkrili približno na polovici poti od zgoraj navzdol. Z ene od redkih napisnih ploščic, ki opisuje upor več mezopotamskih mest proti Naram-Sinu, med njimi tudi Nipurja pod Amar-enlilom, je razvidno, da je imel Nipur svojega vladarja. Besedilo v nadaljevanju pravi, da je Naram-Sin porazil uporna mesta v devetih bitkah in jih vrnil pod svojo oblast.  Weidnerjeva ploščica  (ABC 19) omenja, da je Akadsko cesarstvo Sargonov prenos statusa svetega mesta iz Nipurja v Babilon doživljalo kot božansko maščevanje. 
Akadski okupaciji je sledila okupacija Tretje urske dinastije in obdobje gradenj velikega graditelja templjev, kralja Ur-Nammuja (vladal približno 2112-2094 pr. n. št.). Ur-Namu je neposredno nad Naram-Sinovim templjem zgradil novega in mu dal končno obliko. Ob templju je zgradil 12 metrov visoko teraso iz opeke s površino približno 32.000 m². Ob severozahodnem robu je zgradil zigurat iz sušene opeke s tremi ploščadmi, obložen z žgano opeko, zalito z bitumnom. Na vrhu je postavil, tako kot v Uru in Eridu, majhno celico, ki je bila posebno svetišče ali  božje prebivališče.  Ploščadi na ziguratu so bile dostopne po klančini z jugozahodne strani. Severovzhodno od zigurata je očitno stala Belova hiša, na prostoru pod ziguratom pa različne druge zgradbe, svetišča, zakladnice in podobno. 
Ur-Nammu je obnovil tudi Naram-Sinovo mestno obzidje. Rekonstrukcijo glavnih oblik templja iz tega in malo kasnejših obdobij je močno olajšal odlomek glinaste ploščice  s skico mesta. Na skici je mestna četrt vzhodno od kanala Šat-el-Nil, ki je imela znotraj mestnega obzidja še svoje obzidje. Imela je obliko nepravilnega kvadrata s stranicami približno 820 m. Četrt je razpolavljal manjši kanal. V jugovzhodnem delu mesta je stal tempelj, v severozahodnem pa ob kanalu veliki skladišči. Tempelj je imel notranje in zunanje dvorišče s površinama po približno osem oralov (32.000  m²). Dvorišči sta bili obdani z dvojnim obzidjem in ziguratom na severozahodnem robu zunanjega dvorišča.
Svetišče so kasneje obnavljali in dograjevali kralji iz različnih urskih in isinskih  dinastij, kar dokazujejo opeke in votivni predmeti z njihovimi imeni. Odlomki kipov, votivnih vaz in drugih predmetov kažejo, da je svetišče med napadom Elamitov ali približno takrat utrpelo veliko škodo. Izgleda, da so Elami priznali položaj svetišča, saj se je elamski kralj Larse  Rim-Sin I. naslavljal s »pastir nipurske dežele«. Z ustanovitvijo babilonskega cesarstva pod Hamurabijem na začetku 2. tisočletja pr. n. št. se je tako versko kot politično središče Mezopotamije preneslo v Babilon. Gospodar panteona je postal Marduk, na katerega so prenesli veliko Enlilovih atributov. Enlilov tempelj Ekur se je začel zanemarjati.

### Kasnejša zgodovina
Kasitska dinastija je na začetku druge polovice 2. tisočletja pr. n. št. Ekurju vrnila njegov nekdanji sijaj. Več vladarjev iz te dinastije je tempelj dograjevalo in  krasilo in za seboj pustilo bogate arhive. V drugi polovici 12. stoletja pr. n. št. se je začelo drugo dolgo obdobje zanemarjanja. Po asirski zasedbi Babilonije ob koncu 8. stoletja pr. n. št. ga je Sargon II. začel obnavljati,  med vladanjem Asurbanipala približno sredi 7. stoletja pr. n. št. pa se je obnovil bolj razkošno kot kdajkoli prej. Zigurat iz tistega obdobja je  meril 58 x 39 m. Po padcu Novoasirskega cesarstva je začel Ekur ponovno propadati, dokler ni bil v selevkidskem obdobju preurejen v trdnjavo. Na robovih antične terase se je zgradilo mogočno obzidje, v notranjosti pa hiše in ulice. Zigurat je dobil obliko križa in se pretvoril v akropolo. Trdnjavo so zasedali in dograjevali skoraj do partskega obdobja okoli leta 250 pr. n. št., v sasanidskem obdobju pa je začela propadati. Velik del antičnega svetišča se je pretvoril v pokopališče. Naseljena je ostala samo še majhna vas s kočami iz blata ob vznožju zigurata. Izgleda, da je bil v mestu do poznega 8. stoletje n. št.  sedež škofije krščanske asirske ortodoksne cerkve.

## Arheologija
Nipur je stal na obeh straneh kanala Šat-en-Nil, enega od najstarejših korit Evfrata, med sedanjima strugama Evfrata in Tigrisa, približno 160 km jugovzhodno od Bagdada. Od njega je ostal velik kompleks kupov ruševin, ki ga Arabci imenujejo Nuffar, prvi raziskovalci pa Niffer. Suho korito kanala deli mesto na dva dela. Najvišja točka ruševin je stožčast hrib, ki se dviga približno 30 m nad okolico. Severozahodni del kanala Arabci imenujejo Bint el-Amir ali »knezova hči«.
Nipur je prvi zelo malo časa raziskoval angleški arheolog in zgodovinar Austen Henry Layard leta 1851. Obširna izkopavanja so začele odprave Univerze Pensilvanije  v štirih sezonah med letoma  1889 in 1900, ki so jih vodili John Punnett Peters, John Henry Haynes in Hermann Volrath Hilprecht.
Od leta 1948 do 1990 so ga devetnajst sezon raziskovale ekipe Orientalnega inštituta Univerze v Chicagu,  katerim so se občasno priključile ekipe Muzeja za arheologijo in  antropologijo Univerze Pensilvanije in Ameriške šole za orientalne raziskave.
V Nipurju so odkrili arhive glinastih ploščic, ki niso bili shranjene v samem tempeljskem kompleksu, ampak na obrobni gomili s površino 52.000 m² in visoki okoli 7,5 m. Do sedaj so izkopali več kot 40.000 ploščic in fragmentov iz obdobja od sredine 3. tisočletja pr. n. št. do perzijskega obdobja. Del tablic je bil iz tempeljskega arhiva, druge pa so bile šolske naloge, učbeniki in matematične preglednice. Med njimi so bile tudi ploščice z zanimivo knjižno in versko vsebino.
Skoraj nasproti templja so izkopali veliko palačo, verjetno iz selevkidskega obdobja. V njeni bližini so odkrili veliko popisanih ploščic iz različnih obdobij, vključno s kasitskimi tempeljskimi arhivi in trgovskimi arhivi iz perzijskega obdobja. Slednji, znani kot »knjge in dokumenti družine Murašu«, trgovskih predstavnikov vlade, osvetljujejo stanje v mestu in državni upravi v perzijskem obdobju v 5. stoletju pr. n. št. in administraciji antičnega templja. Izgleda, da je bilo v tistem obdobju celo mesto Nipur apanaža mestnega templja. Tempelj je bil tudi velik zemljiški posestnik, ki je posedoval tako obdelovalno zemljo kot pašnike. Njihovi zakupniki so morali skrbno voditi knjige o zakupljeni posesti, ki so se nato arhivirale v templju. Iz arhivov so razvidne tudi zaloge dobrin, ki so se skladiščile v templju, in plačilni seznami tempeljskih uradnikov. Zapisi so se vodili na posebnih obrazcih za obdobje enega leta ali manj. 
Na vrhu gomil so odkrili dokaj veliko judovsko mesto, naseljeno  približno od začetka arabskega obdobja do 20. stoletja n. št.. V hišah so odkrili veliko skled s čarovnimi napisi. V perzijskih dokumentih iz Nipurja je veliko judovskih imen, kar kaže, da je judovsko naselje iz mnogo starejšega obdobja. 

## Drehem
Drehem, antični Puzriš-Dagan, je bil mesto kakšnih 10 km južno od Nipurja in najbolj znano redistribucijsko središče v novosumerskem obdobju mezopotamske zgodovine. Tisoči glinastih ploščic pričajo, da se je na tam mestu zbiralo govedo, ovce in koze iz celega kraljestva in se od tam dobavljalo templjem, državnim uradnikom in kraljevim palačam po Sumeriji. Glavni odjemalec  žive živine so bili templji v bližnjem Nipurju, verski prestolnici sumerske kulture. Drehem je ustanovil urski kralj Šulgi. Del mestnega arhiva na glinastih ploščicah hrani Kraljevi muzej Ontaria  v Torontu.